# 공한증
공한증(恐韓症, 중국어 간체자: 恐韩症, 정체자: 恐韓症, 병음: kǒnghánzhèng 쿵한정[*])은 중국 축구 국가대표팀이 대한민국 축구 국가대표팀을 잘 이기지 못하는 현상, 또는 언론에서 그러한 까닭을 설명할 때 쓰는 말이다. 글자 그대로 해석하면 ‘한국(韓)을 두려워하는(恐) 증상(症)’이라는 뜻이다. 원래 중국 대중 매체에서 사용하던 용어를 대한민국 대중 매체에서 가져와서 사용하면서 널리 퍼졌다.

## 개요
두 나라 간의 최초의 국가대표팀 축구 A매치는 1978년 12월 17일 방콕에서 열렸던 1978년 아시안 게임으로, 이 경기는 차범근의 결승골로 대한민국이 1–0으로 승리했다. 이후 대한민국은 1978년부터 2008년까지 중국을 상대로 16번의 승리와 11번의 무승부를 기록하면서 단 한번의 패배도 기록하지 않았으며, 반면 중국은 대한민국에게 한번도 승리를 기록하지 못하게 되면서 공한증이라는 용어가 쓰이기 시작하였다. (참고로 A매치가 아닌 1984년 메르데카 국제축구대회 조별리그 중국전에서 20살 전후로 구성된 88 올림픽팀이 1-0으로 패배한 적이 있다.)
하지만 중국이 대한민국을 이기지 못하는 상황은 2010년 2월 10일, 도쿄에서 열렸던 제4회 2010년 동아시아컵에서 가오훙보 감독 체제의 중국 축구 국가대표팀이 위하이, 가오린, 덩줘샹이 각 1득점하며 허정무 감독 체제의 대한민국 축구 국가대표팀을 상대로 3–0으로 승리하면서 32년 만에 깨졌다.

## 역대 전적

### 한중 국가대표팀 간 역대 전적
- 2025년 7월 7일 기준 통산 전적 – 39전 24승 13무 2패로 대한민국 우세.

| 횟수 | 날짜             | 장소     | 대회                                            | 경기 결과            |
| ---- | ---------------- | -------- | ----------------------------------------------- | -------------------- |
| 1    | 1978년 12월 17일 | 방콕     | 1978년 아시안 게임                              | 1 – 0 승             |
| 2    | 1978년 12월 29일 | 마닐라   | 1980년 AFC 아시안컵 예선                        | 1 – 0 승             |
| 3    | 1982년 3월 1일   | 캘커타   | 네루 골드컵                                     | 1 – 1 무             |
| 4    | 1983년 11월 3일  | 방콕     | 1984년 하계 올림픽 예선 1차전                   | 3 – 3 무             |
| 5    | 1983년 11월 8일  | 방콕     | 1984년 하계 올림픽 예선 2차전                   | 0 – 0 무             |
| 6    | 1986년 9월 28일  | 서울     | 1986년 아시안 게임                              | 4 – 2 승             |
| 7    | 1988년 12월 14일 | 도하     | 1988년 AFC 아시안컵                             | 2 – 1 승             |
| 8    | 1989년 10월 20일 | 싱가포르 | 1990년 FIFA 월드컵 최종 예선                    | 1 – 0 승             |
| 9    | 1990년 7월 31일  | 베이징   | 1990년 다이너스티컵                             | 1 – 0 승             |
| 10   | 1990년 8월 3일   | 베이징   | 1990년 다이너스티컵 결승                        | 1 – 1 무 (PSO 5 – 4) |
| 11   | 1990년 9월 27일  | 베이징   | 1990년 아시안 게임                              | 2 – 0 승             |
| 12   | 1992년 8월 26일  | 베이징   | 1992년 다이너스티컵                             | 2 – 0 승             |
| 13   | 1995년 2월 19일  | 홍콩     | 1995년 다이너스티컵                             | 0 – 0 무             |
| 14   | 1996년 9월 25일  | 서울     | 제1회 한중 정기전 1차전                         | 3 – 1 승             |
| 15   | 1996년 11월 26일 | 광저우   | 제1회 한중 정기전 2차전                         | 3 – 2 승             |
| 16   | 1997년 4월 23일  | 베이징   | 제2회 한중 정기전 1차전                         | 2 – 0 승             |
| 17   | 1997년 8월 30일  | 서울     | 제2회 한중 정기전 2차전                         | 0 – 0 무             |
| 18   | 1998년 3월 4일   | 요코하마 | 1998년 다이너스티컵                             | 2 – 1 승             |
| 19   | 1998년 6월 4일   | 서울     | 제3회 한중 정기전 1차전                         | 1 – 1 무             |
| 20   | 1998년 11월 22일 | 상하이   | 제3회 한중 정기전 2차전                         | 0 – 0 무             |
| 21   | 2000년 7월 28일  | 베이징   | 제4회 한중 정기전                               | 1 – 0 승             |
| 22   | 2000년 10월 13일 | 트리폴리 | 2000년 AFC 아시안컵 조별리그                    | 2 – 2 무             |
| 23   | 2000년 10월 29일 | 베이루트 | 2000년 AFC 아시안컵 3·4위전                     | 1 – 0 승             |
| 24   | 2002년 4월 27일  | 인천     | 친선 경기                                       | 0 – 0 무             |
| 25   | 2003년 12월 7일  | 사이타마 | 2003년 동아시아 축구 선수권 대회                | 1 – 0 승             |
| 26   | 2005년 7월 31일  | 대전     | 2005년 동아시아 축구 선수권 대회                | 1 – 1 무             |
| 27   | 2008년 2월 17일  | 충칭     | 2008년 동아시아 축구 선수권 대회                | 3 – 2 승             |
| 28   | 2010년 2월 10일  | 도쿄     | 2010년 동아시아 축구 선수권 대회                | 0 – 3 패             |
| 29   | 2013년 7월 24일  | 화성     | 2013년 EAFF 동아시안컵                          | 0 – 0 무             |
| 30   | 2015년 8월 2일   | 우한     | 2015년 EAFF 동아시안컵                          | 2 – 0 승             |
| 31   | 2016년 9월 1일   | 서울     | 2018년 FIFA 월드컵 3차 예선                     | 3 – 2 승             |
| 32   | 2017년 3월 23일  | 창사     | 2018년 FIFA 월드컵 3차 예선                     | 0 – 1 패             |
| 33   | 2017년 12월 9일  | 도쿄     | 2017년 EAFF E-1 풋볼 챔피언십                   | 2 – 2 무             |
| 34   | 2019년 1월 16일  | 아부다비 | 2019년 AFC 아시안컵 C조 조별리그 3차전 제 5경기 | 2 – 0 승             |
| 35   | 2019년 12월 15일 | 부산     | 2019년 EAFF E-1 풋볼 챔피언십                   | 1 – 0 승             |
| 36   | 2022년 7월 20일  | 도요타   | 2022년 EAFF E-1 풋볼 챔피언십                   | 3 – 0 승             |
| 37   | 2023년 11월 21일 | 선전     | 2026년 FIFA 월드컵 2차 예선                     | 3 – 0 승             |
| 38   | 2024년 6월 11일  | 서울     | 2026년 FIFA 월드컵 2차 예선                     | 1 – 0 승             |
| 39   | 2025년 7월 7일   | 용인     | 2025년 EAFF E-1 풋볼 챔피언십                   | 3 – 0 승             |

### 한중 U-23 대표팀 간 역대 전적
- 2023년 10월 1일 기준 통산 전적 – 11전 10승 1무로 대한민국 우세.

| 횟수 | 날짜             | 장소         | 대회                          | 결과     |
| ---- | ---------------- | ------------ | ----------------------------- | -------- |
| 1    | 1992년 1월 30일  | 쿠알라룸푸르 | 1992년 하계 올림픽 예선       | 3 – 1 승 |
| 2    | 1996년 3월 31일  | 쿠알라룸푸르 | 1996년 하계 올림픽 예선       | 3 – 0 승 |
| 3    | 1999년 1월 30일  | 호찌민       | 던힐컵 조별리그               | 2 – 1 승 |
| 4    | 1999년 2월 7일   | 호찌민       | 던힐컵 결승                   | 1 – 0 승 |
| 5    | 1999년 10월 3일  | 서울         | 2000년 하계 올림픽 예선 1차전 | 1 – 0 승 |
| 6    | 1999년 10월 29일 | 상하이       | 2000년 하계 올림픽 예선 2차전 | 1 – 1 무 |
| 7    | 2004년 3월 3일   | 서울         | 2004년 하계 올림픽 예선 1차전 | 1 – 0 승 |
| 8    | 2004년 5월 1일   | 창사         | 2004년 하계 올림픽 예선 2차전 | 2 – 0 승 |
| 9    | 2010년 11월 15일 | 광저우       | 2010년 아시안 게임            | 3 – 0 승 |
| 10   | 2020년 1월 9일   | 송클라       | 2020년 하계 올림픽 예선 1차전 | 1 – 0 승 |
| 11   | 2023년 10월 1일  | 항저우       | 2023년 아시안 게임            | 2 – 0 승 |

- 2020년 AFC U-23 챔피언십은 2020년 하계올림픽 예선을 겸함.

## 같이 보기
- 을용타
- 대한민국-이란 축구 라이벌전
- 한일전
- 남북전